# Raymond Brucker
Raymond Brucker, född den 5 maj 1800 i Paris, död där den 28 februari 1875, var en fransk författare.
Brucker skrev 1828-1844, delvis i samarbete med Michel Masson och Léon Gozlan, flera romaner och noveller, mest i socialt stridssyfte. Han utgav från 1848 tidningen Le canon d'alarme och uppträdde för övrigt i pressen under ett otal signaturer. Brucker, som var en ytterst paradoxal natur, ömsevis fourierist, ultrakatolik, bonapartist och radikal republikan, bedrev alltid sin sak kvickt och hänsynslöst och övade stort inflytande på 1830- och 1840-talsintelligensen, bland andra George Sand.